# جيمي ييتس (لاعب كرة قدم)
جيمي ييتس (بالإنجليزية: Jimmy Yates)‏ هو لاعب كرة قدم بريطاني (وحمل سابقاً جنسية المملكة المتحدة لبريطانيا العظمى وأيرلندا) في مركز الهجوم، ولد في 1871 في شفيلد في المملكة المتحدة، وتوفي في 5 سبتمبر 1922 في ساوثهامبتون في المملكة المتحدة. لعب مع شيفيلد يونايتد ومانشستر سيتي ونادي بيرنلي ونادي ساوثهامبتون ونادي سالزبري سيتي وهاستينغز يونايتد وGravesend United F.C. ‏.